# 쓰루오카역
쓰루오카역(일본어: 鶴岡駅 つるおかえき[*])은 일본 야마가타현 쓰루오카시에 위치한 동일본 여객철도 우에쓰 본선의 철도역이다. 혼합식 승강장 2면 3선의 구조를 갖춘 지상역이다.

## 타는 곳
| 1 | ■ 우에쓰 본선 | 상행   | 아쓰미온센 · 무라카미 · 니가타 방면 |
| 2 | ■ 우에쓰 본선 | 대피선 | 대피선                              |
| 3 | ■ 우에쓰 본선 | 하행   | 아마루메 · 사카타 · 아키타 방면     |

## 이용 현황
| 연도     | 1일 평균 | 연도     | 1일 평균 | 연도     | 1일 평균 |
| 1965년도 | 6,732    | 1996년도 | 2,147    | 2006년도 | 1,437    |
| 1970년도 | 5,138    | 1997년도 | 2,032    | 2007년도 | 1,472    |
| 1975년도 | 5,028    | 1998년도 | 2,014    | 2008년도 | 1,416    |
| 1989년도 | 2,378    | 1999년도 | 1,978    | 2009년도 | 1,372    |
| 1990년도 | 2,422    | 2000년도 | 1,815    | 2010년도 | 1,379    |
| 1991년도 | 2,473    | 2001년도 | 1,746    | 2011년도 | 1,351    |
| 1992년도 | 2,368    | 2002년도 | 1,663    | 2012년도 | 1,361    |
| 1993년도 | 2,301    | 2003년도 | 1,617    | 2013년도 | 1,356    |
| 1994년도 | 2,242    | 2004년도 | 1,482    | 2014년도 | 1,275    |
| 1995년도 | 2,197    | 2005년도 | 1,449    |          |          |
| -------- | -------- | -------- | -------- | -------- | -------- |

## 역 주변
- 도쿄 다이이치 호텔 쓰루오카
- 쓰루오카 시청
- 쇼나이 진자

## 인접 역
| 동일본 여객철도 우에쓰 본선 | 동일본 여객철도 우에쓰 본선 | 동일본 여객철도 우에쓰 본선 |
| --------------------------- | --------------------------- | --------------------------- |
| 우젠오야마 니쓰 방면        | ■ 우에쓰 본선               | 후지시마 아키타 방면        |